# 高嶺格
高嶺 格（たかみね ただす、1968年 - ）は、日本の演出家、美術家。パフォーマンス、映像、彫刻などの作品を国内外で発表している。多摩美術大学美術学部彫刻学科教授。

## 経歴
鹿児島県出身。1991年京都市立芸術大学工芸科漆工専攻卒業。1993年から1997年まで、ダムタイプのパフォーマーとして参加した。1999年岐阜県立国際情報科学芸術アカデミー卒業。
主な作品にNPO丹波マンガン記念館内坑道跡「在日の恋人」2003年、せんだいメディアテーク「[大きな休息]明日のためのガーデニング1095㎡」2008年など。
2020年-多摩美術大学美術学部彫刻学科教授。

## 展覧会
- NPO丹波マンガン記念館内坑道跡「在日の恋人」2003年
- ベネチアビエンナーレ2003年
- 釜山ビエンナーレ2004年
- せんだいメディアテーク「『大きな休息』明日のためのガーデニング1095㎡」2008年
- 水戸芸術館「高嶺格のクールジャパン」2013年
- 秋田県立美術館県民ギャラリー「てさぐる展」2014年
- 霧島アートの森「とおくてよくみえない」2015年
- PARASOPHIA(京都国際現代芸術祭)「地球の凸凹」インスタレーション2015年

## 著書
- 『在日の恋人』河出書房新社 2008 ISBN 9784309018980
- 『じぶんを切りひらくアート』（共著）フィルムアート社 2010 ISBN 9784845910496